# Khiamià

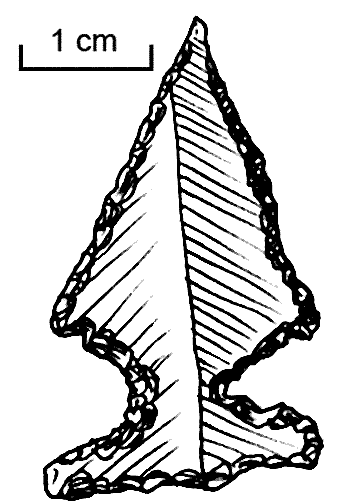
Punta del Khiam

El khiamià (també conegut com El Khiam o El-Khiam) és un període del Neolític de l'Orient Pròxim, que marca la transició entre el natufià i el Neolític preceràmic A. Algunes fonts el daten entre 10000-9500 aC. En l'actualitat, és datat entre el 10200 i 8800 aC segons la cronologia ASPRO.
El khiamià deu el seu nom al lloc d'El Khiam, situat a la riba de la mar Morta, on els investigadors han recuperat antigues puntes de fletxa de sílex amb dues escotadures pròximes a la base, conegudes amb el nom de puntes de Khiam. Han servit per a identificar els llocs d'aquest període, que es troben en les actuals Cisjordània, Israel, Al-Àzraq (Jordània), Abu Madi
al Sinaí, i cap al nord fins a Mureybet, vora l'Eufrates.
A part de l'aparició de les puntes de fletxa del Khiam, el khiamià se situa a continuació del natufià, sense grans innovacions tècniques. No obstant això, les primeres cases varen ser construïdes a nivell del sòl, i no per sota com s'havia fet anteriorment. Altrament, els grups humans de la cultura del Khiam eren caçadors recol·lectors i l'agricultura en aquell moment era encara bastant precària, segons les proves arqueològiques d'aquest període. Descobriments recents mostren que a l'Orient Pròxim i Anatòlia es començaren a fer provatures amb l'agricultura cap al 10.900 aC i que ja es podria haver estat experimentant amb el processament del gra salvatge al voltant del 19.000 aC a l'Ohalo II.
El khiamià també presenta canvis en els aspectes simbòlics de la cultura, com ho demostra l'aparició de petites estatuetes femenines, així com pel soterrament de cranis d'ur. D'acord amb Jacques Cauvin, és el començament de l'adoració de la dona i el toro, com s'evidencia en els següents períodes del Neolític del Pròxim Orient.